# نیکو فرومر
نیکو فرومر (انگلیسی: Nico Frommer؛ زادهٔ ۸ آوریل ۱۹۷۸) بازیکن فوتبال اهل آلمان است.
از باشگاه‌هایی که در آن بازی کرده‌است می‌توان به باشگاه فوتبال هایدنهایم، باشگاه فوتبال اولم ۱۸۴۶، باشگاه فوتبال لایپزیگ، باشگاه فوتبال آینتراخت فرانکفورت، باشگاه فوتبال اشتوتگارت، باشگاه فوتبال اسنابروک، و باشگاه فوتبال بروسیا مونشن‌گلادباخ اشاره کرد.
وی همچنین در تیم‌های ملی فوتبال زیر ۲۱ سال آلمان، و زیر ۲۱ سال آلمان، و Germany national football B team بازی کرده‌است.